# Srst alpaky a lamy
Srst alpaky a lamy je vlákenná surovina z jihoamerické živočišné čeledi velbloudovití Camelidae (velbloudovitých), ke kterým patří:
Alpaka, která se chová převážně v Peru, ve výškách 3000 až 4500 m nad mořem. Chov sestává
asi z 95 % z druhu huacayo s objemným rounem z hrubších vláken s mnoha odstíny barev
asi z 5 % z druhu suri s dlouhými, zkadeřenými, bílými vlákny s hedvábným leskem. Za rok 2021 se udávala celková produkce 6244 tun.
Lama patří k nejdéle domestikovaným velbloudům (více než 5000 let), asi 2/3 z nich se chovají na náhorní plošině Bolívie. Vlákna lamy jsou hrubší než vlákna alpaky. 
DNA testy dokazují s vysokou pravděpodobností, že alpaka je druh vyšlechtěný z vikuně a lama se geneticky vyvinula z guanaca. 
| Druh lamy | Počet zvířat (v 1000) | Stříž (t / rok) | Hlavní producenti | Jemnost vlákna | Délka vlákna                   |
| --------- | --------------------- | --------------- | ----------------- | -------------- | ------------------------------ |
| alpaka    | 3 500                 | 4000            | Peru, Bolívie     | 20-36 µm       | 5-15cm (huyacaya) 28 cm (suri) |
| lama      | 3 200                 | 600 1)          | Bolívie, Peru     | 19-38 µm       | 8-21-cm                        |
| vikuňa    | 350                   | 5               | Peru,Chile        | 12-15 µm       | 25-50 mm                       |
| guanako   | 600                   | 2               | Argentina, Peru   | 16-18 µm       | 75-205 mm                      |

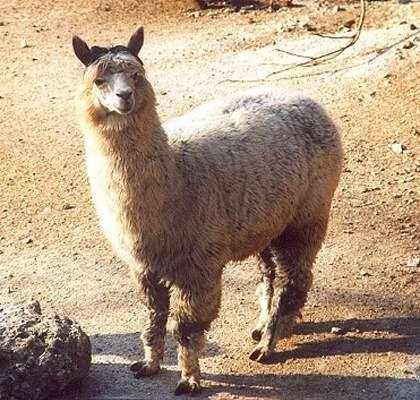
Lama alpaka
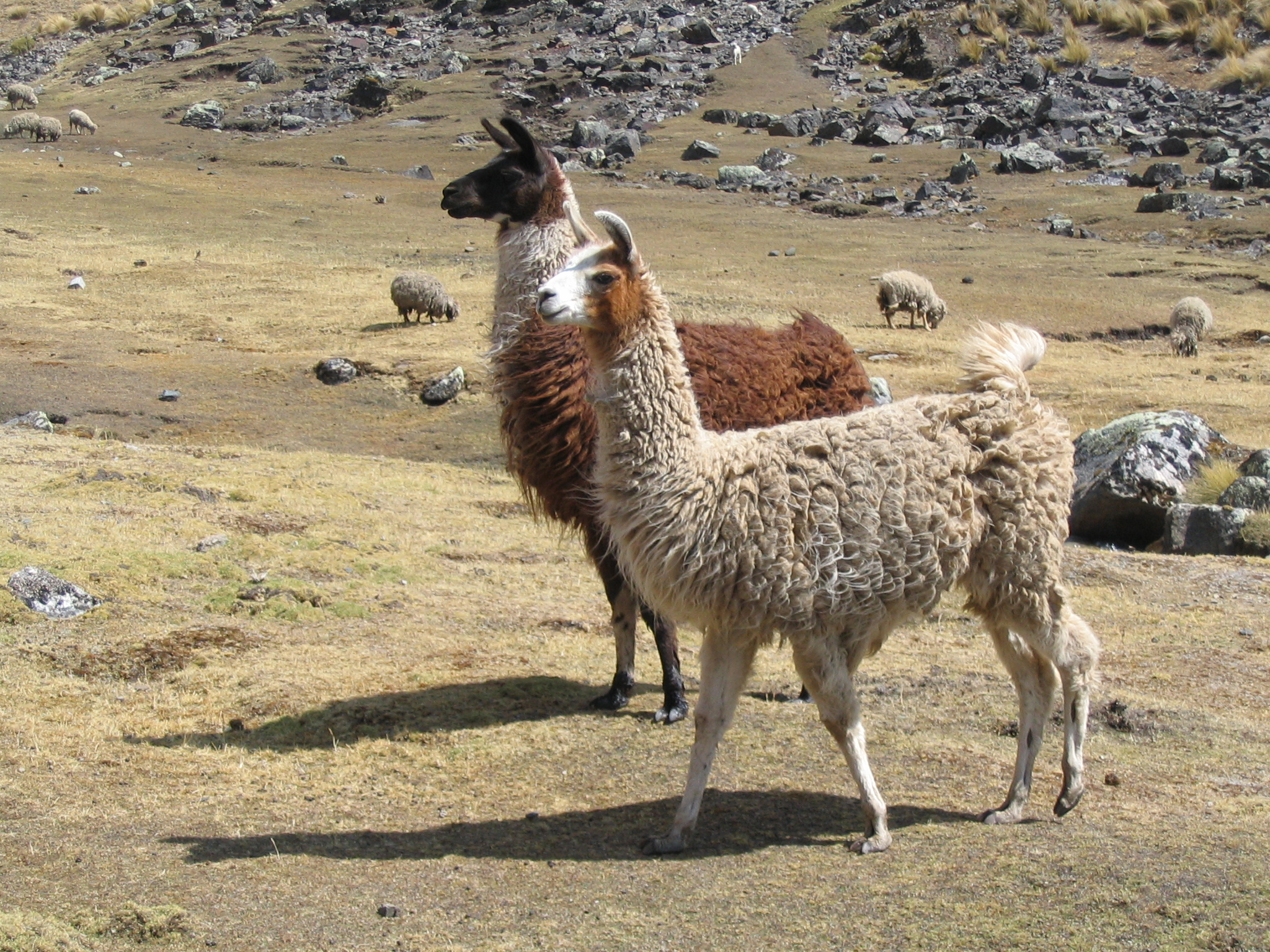
Lama krotká
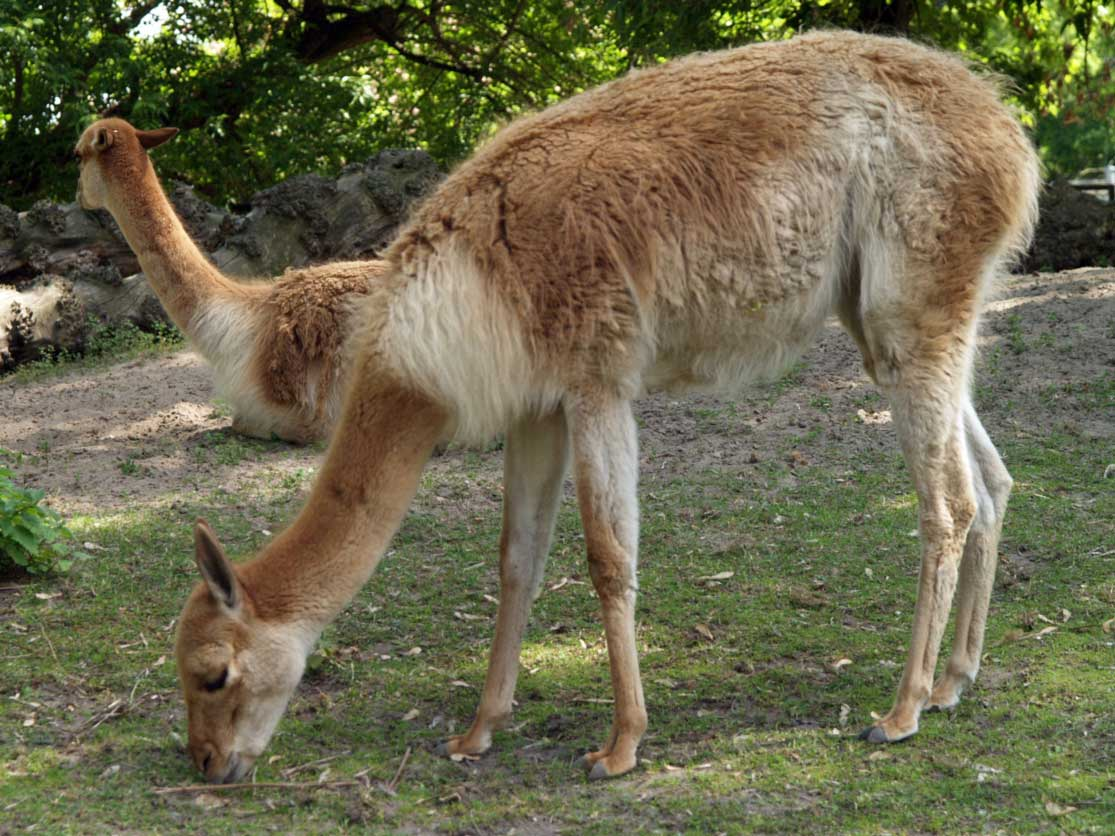
Lama vikuňa
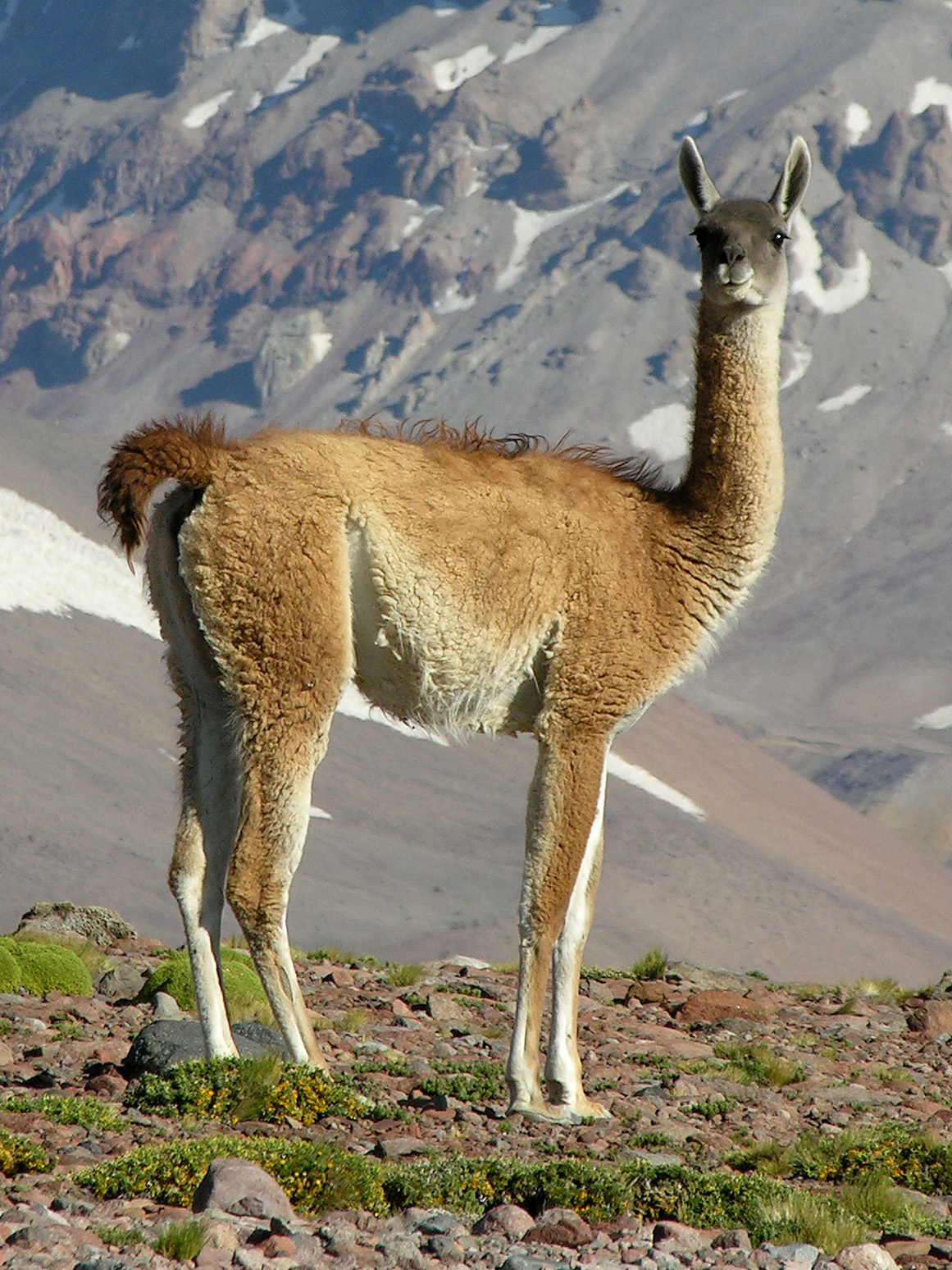
Argentinské guanako

## Souvisejí články
Lama alpaka, Vikuní vlna, Guanačí vlna